# Symphyotrichum robynsianum
Symphyotrichum robynsianum là một loài thực vật có hoa trong họ Cúc. Loài này được (J.Rousseau) Brouillet & Labrecque miêu tả khoa học đầu tiên năm 1997.